# Teatre romà d'Itàlica
El Teatre romà d'Itàlica va ser construït sobre el turó de San Antonio, a la ciutat romana d'Itàlica, actual terme municipal de Santiponce (Sevilla). La ubicació aproximada de l'edifici es coneixia des del segle xviii. Part de les seves grades estaven parcialment descobertes el 1940 en el corral d'una de les cases del turó. Va ser excavat amb profunditat en el període 1970-73. A la dècada dels anys 80 va ser restaurat. Des de fa alguns anys, s'hi celebra anualment el Festival de Teatro de Itálica. La càvea feia 71 metres de diàmetre. Tenia una capacitat per a 3.000 espectadors. En l'actualitat, el recinte és una de les seus del Festival Internacional de Itàlica de dansa, que té caràcter biennal.